# Palais Atina
Le palais Atina ou palais d'Athènes (en serbe cyrillique : Палата Атина ; en serbe latin : Palata Atina) est un édifice situé à Belgrade, la capitale de la Serbie, dans la municipalité urbaine de Stari grad. En raison de son importance architecturale, cet édifice, construit en 1902, figure sur la liste des monuments culturels de grande importance de la République de Serbie et sur la liste des biens culturels de la Ville de Belgrade.

## Présentation

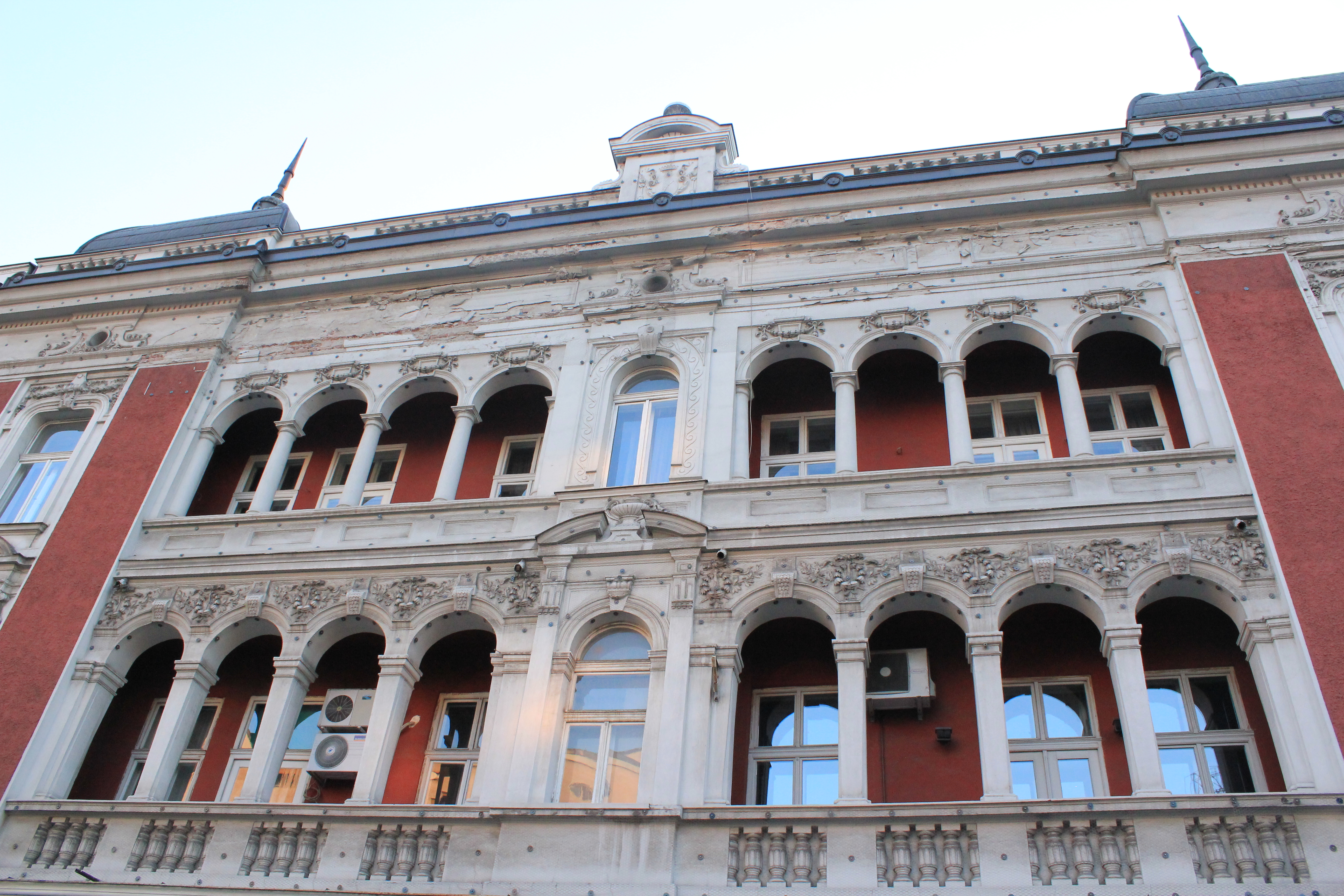
Le palais Atina, détail de la façade

La palais Atina est situé sur Terazije au n° 28. Il a été construit sur des plans conçus par l'architecte Dimitrije T. Leko en 1902 pour servir de résidence privée et d'établissement commercial au riche marchand belgradois Đorđe Vučo. Il est constitué d'un sous-sol, d'un rez-de-chaussée et de deux étages et a été réalisé par l'ingénieur Janaćko Kostić en briques et en mortier, comme il était d'usage à la fin du XIXe siècle. La structure d'ensemble du palais est de style académique, avec un plan rigoureusement symétrique et une influence du style néorenaissance dans la décoration de la façade. La façade possède deux avancées latérales, chacune surmontée d'un dôme ; les deux étages sont constitués de loggias avec des ouvertures en arcades ; des balustrades rythment également l'ensemble,.
Des travaux de préservation et de restauration ont été réalisés sur l'édifice en 1969, en 1988–1989 et en 2003–2004.